# Гватемала на Олимпийских играх
Гватемала принимает участие в летних Олимпийских играх с 1952 года. Спортсмены Гватемалы дебютировали на Играх в Хельсинки в 1952 году, однако затем пропустили Игры в Мельбурне, в Риме и в Токио, и вернулись в Олимпийскую семью только в 1968 году на летних Олимпийских играх в Мехико. С тех пор Гватемала участвовала во всех летних Играх.
В зимних Олимпийских играх спортсмены Гватемалы участвовали лишь однажды — в 1988 году в Калгари.
Гватемала не завоёвывала олимпийских медалей до 2012 года, когда на Олимпийских играх в Лондоне серебро на дистанции 20 километров (спортивная ходьба) завоевал Эрик Баррондо.
30 июля 2024 года Жан-Пьер Броль принёс Гватемале вторую медаль в истории, став третьим в трапе среди мужчин на Олимпийских играх в Париже. 31 июля 2024 года там же в Париже Адриана Руано Олива принесла Гватемале первое золото в истории, победив в трапе среди женщин.

## Медалисты
| Медаль  | Спортсмен           | Игры        | Вид спорта      | Дисциплина                          |
| ------- | ------------------- | ----------- | --------------- | ----------------------------------- |
| Серебро | Эрик Баррондо       | 2012 Лондон | Лёгкая атлетика | спортивная ходьба на 20 км, мужчины |
| Бронза  | Жан-Пьер Броль      | 2024 Париж  | Стрельба        | трап, мужчины                       |
| Золото  | Адриана Руано Олива | 2024 Париж  | Стрельба        | трап, женщины                       |

## Таблица медалей
|                     | Спортсменов          | Золото               | Серебро              | Бронза               | Всего                | Место                |
| ------------------- | -------------------- | -------------------- | -------------------- | -------------------- | -------------------- | -------------------- |
| 1952 Хельсинки      | 21                   | 0                    | 0                    | 0                    | 0                    | —                    |
| 1956 Мельбурн       | не принимала участие | не принимала участие | не принимала участие | не принимала участие | не принимала участие | не принимала участие |
| 1960 Рим            | не принимала участие | не принимала участие | не принимала участие | не принимала участие | не принимала участие | не принимала участие |
| 1964 Токио          | не принимала участие | не принимала участие | не принимала участие | не принимала участие | не принимала участие | не принимала участие |
| 1968 Мехико         | 48                   | 0                    | 0                    | 0                    | 0                    | —                    |
| 1972 Мюнхен         | 8                    | 0                    | 0                    | 0                    | 0                    | —                    |
| 1976 Монреаль       | 29                   | 0                    | 0                    | 0                    | 0                    | —                    |
| 1980 Москва         | не принимала участие | не принимала участие | не принимала участие | не принимала участие | не принимала участие | не принимала участие |
| 1984 Лос-Анджелес   | 24                   | 0                    | 0                    | 0                    | 0                    | —                    |
| 1988 Сеул           | 30                   | 0                    | 0                    | 0                    | 0                    | —                    |
| 1992 Барселона      | 14                   | 0                    | 0                    | 0                    | 0                    | —                    |
| 1996 Атланта        | 26                   | 0                    | 0                    | 0                    | 0                    | —                    |
| 2000 Сидней         | 15                   | 0                    | 0                    | 0                    | 0                    | —                    |
| 2004 Афины          | 18                   | 0                    | 0                    | 0                    | 0                    | —                    |
| 2008 Пекин          | 12                   | 0                    | 0                    | 0                    | 0                    | —                    |
| 2012 Лондон         | 19                   | 0                    | 1                    | 0                    | 1                    | 69                   |
| 2016 Рио-де-Жанейро | 21                   | 0                    | 0                    | 0                    | 0                    | —                    |
| 2020 Токио          | 24                   | 0                    | 0                    | 0                    | 0                    | —                    |
| 2024 Париж          | 11                   | 1                    | 0                    | 1                    | 2                    | ?                    |
| Всего               | Всего                | 1                    | 1                    | 1                    | 3                    |                      |

|              | Спортсменов | Золото | Серебро | Бронза | Всего | Место |
| ------------ | ----------- | ------ | ------- | ------ | ----- | ----- |
| 1988 Калгари | 6           | 0      | 0       | 0      | 0     | -     |
| Всего        | Всего       | 0      | 0       | 0      | 0     |       |